# Everything Must Go (álbum)
Everything Must Go es el cuarto álbum de estudio de la banda de rock galesa Manic Street Preachers, publicado el 20 de mayo de 1996. Es el primer álbum de la banda tras la extraña desaparición del guitarrista Richey Edwards.

## Lista de canciones
Todas las letras escritas por Nicky Wire, toda la música compuesta por James Dean Bradfield y Sean Moore, excepto donde se indique. 
| N.º | Título                                     | Duración |  |
| 1.  | «Elvis Impersonator: Blackpool Pier»       | 3:29     |  |
| 2.  | «A Design For Life»                        | 4:16     |  |
| 3.  | «Kevin Carter»                             | 3:24     |  |
| 4.  | «Enola/Alone»                              | 4:07     |  |
| 5.  | «Everything Must Go»                       | 3:41     |  |
| 6.  | «Small Black Flowers That Grow in the Sky» | 3:02     |  |
| 7.  | «The Girl Who Wanted to Be God»            | 3:35     |  |
| 8.  | «Removables»                               | 3:31     |  |
| 9.  | «Australia»                                | 4:04     |  |
| 10. | «Interiors (Song for Willem de Kooning)»   | 4:17     |  |
| 11. | «Further Away»                             | 3:38     |  |
| 12. | «No Surface All Feeling»                   | 4:14     |  |

## Créditos
- James Dean Bradfield – voz, guitarras
- Richey Edwards - guitarra en "No Surface All Feeling"
- Sean Moore – batería
- Nicky Wire – bajo